# Skinnskattebergs socken
Skinnskattebergs socken i Västmanland ingick i Skinnskattebergs bergslag, ingår sedan 1971 i Skinnskattebergs kommun och motsvarar från 2016 Skinnskattebergs distrikt.
Socknens areal är 356,81 kvadratkilometer, varav 326,85 land. År 2000 fanns här 3 750 invånare. Tätorten Riddarhyttan, de tidigare järnbruken Baggå och Uttersberg samt tätorten och kyrkbyn Skinnskatteberg med sockenkyrkan Skinnskattebergs kyrka ligger i socknen. 

## Administrativ historik
Skinnskattebergs socken har medeltida ursprung.
Vid kommunreformen 1862 övergick socknens ansvar för de kyrkliga frågorna till Skinnskattebergs församling och för de borgerliga frågorna till Skinnskattebergs landskommun. Landskommunens utökades 1952 och uppgick 1971 i Skinnskattebergs kommun. Församlingen uppgick 2006 i Skinnskatteberg med Hed och Gunnilbo församling.
1 januari 2016 inrättades distriktet Skinnskatteberg, med samma omfattning som församlingen hade 1999/2000.
Socknen har tillhört fögderier, tingslag och domsagor enligt vad som beskrivs i artikeln Skinnskattebergs bergslag.  De indelta soldaterna tillhörde Västmanlands regemente och Bergslags (Bergs) kompani.

## Geografi
Skinnskattebergs socken ligger kring övre Hedströmmen och Malingsboåsen och Köpingsåsen. Socknen är en kuperad sjörik skogsbygd.

## Fornlämningar
Lösfynd från stenåldern är kända samt rester efter några blästerugnar och slagg från äldre järnåldern. Från historik tid finns omkring 30 hyttruiner och en mängd gruvhål.

## Namnet
Namnet (1360 Skynzekkeberge) kommer från ett berg invid kyrkan som liknats vid en skinnsäck. Namnet har tolkats som 'berget (bergslaget) som betalar skatt i skinn'.

## Befolkningsutveckling
| Befolkningsutvecklingen i Skinnskattebergs socken 1750–1990                                             | Befolkningsutvecklingen i Skinnskattebergs socken 1750–1990 | Befolkningsutvecklingen i Skinnskattebergs socken 1750–1990 | Befolkningsutvecklingen i Skinnskattebergs socken 1750–1990 | Befolkningsutvecklingen i Skinnskattebergs socken 1750–1990 |
| --- | ----------------------------------------------------------- | ----------------------------------------------------------- | ----------------------------------------------------------- | ----------------------------------------------------------- |
| |                                                             |                                                             |                                                             |                                                             |
| År |                                                             |                                                             | Folkmängd                                                   |                                                             |
| 1750 | 1750                                                        |                                                             | 2 056                                                       |                                                             |
| 1760 | 1760                                                        |                                                             | 2 194                                                       |                                                             |
| 1769 | 1769                                                        |                                                             | 2 223                                                       |                                                             |
| 1780 | 1780                                                        |                                                             | 2 255                                                       |                                                             |
| 1790 | 1790                                                        |                                                             | 2 320                                                       |                                                             |
| 1800 | 1800                                                        |                                                             | 2 327                                                       |                                                             |
| 1810 | 1810                                                        |                                                             | 2 345                                                       |                                                             |
| 1820 | 1820                                                        |                                                             | 2 460                                                       |                                                             |
| 1830 | 1830                                                        |                                                             | 2 698                                                       |                                                             |
| 1840 | 1840                                                        |                                                             | 2 819                                                       |                                                             |
| 1850 | 1850                                                        |                                                             | 2 974                                                       |                                                             |
| 1860 | 1860                                                        |                                                             | 3 058                                                       |                                                             |
| 1870 | 1870                                                        |                                                             | 3 167                                                       |                                                             |
| 1880 | 1880                                                        |                                                             | 3 600                                                       |                                                             |
| 1890 | 1890                                                        |                                                             | 3 908                                                       |                                                             |
| 1900 | 1900                                                        |                                                             | 4 005                                                       |                                                             |
| 1910 | 1910                                                        |                                                             | 3 708                                                       |                                                             |
| 1920 | 1920                                                        |                                                             | 4 743                                                       |                                                             |
| 1930 | 1930                                                        |                                                             | 4 165                                                       |                                                             |
| 1940 | 1940                                                        |                                                             | 3 812                                                       |                                                             |
| 1950 | 1950                                                        |                                                             | 3 781                                                       |                                                             |
| 1960 | 1960                                                        |                                                             | 4 714                                                       |                                                             |
| 1970 | 1970                                                        |                                                             | 4 401                                                       |                                                             |
| 1980 | 1980                                                        |                                                             | 4 318                                                       |                                                             |
| 1990 | 1990                                                        |                                                             | 4 216                                                       |                                                             |
| Anm: Källor: Umeå universitet - Tabellverket 1749-1859, Demografiska databasen, CEDAR, Umeå universitet |                                                             |                                                             |                                                             |                                                             |